# Partition (Mengenlehre)
In der Mengenlehre ist eine Partition (auch Zerlegung oder Klasseneinteilung) einer Menge {\displaystyle M} eine Menge {\displaystyle P}, deren Elemente nichtleere Teilmengen von {\displaystyle M} sind, sodass jedes Element von {\displaystyle M} in genau einem Element von {\displaystyle P} enthalten ist.
Anders gesagt: Eine Partition einer Menge ist eine Zerlegung dieser Menge in nichtleere paarweise disjunkte Teilmengen.
Insbesondere ist jede Partition einer Menge auch eine Überdeckung der Menge.

## Beispiele
Das Mengensystem {\displaystyle P=\left\{\left\{3,5\right\},\left\{2,4,6\right\},\left\{7,8,9\right\}\right\}} ist eine Partition der Menge {\displaystyle M=\left\{2,3,4,5,6,7,8,9\right\}}. Die Elemente von {\displaystyle P} sind dabei paarweise disjunkte Teilmengen von {\displaystyle M}. {\displaystyle P} ist jedoch keine Partition der Menge {\displaystyle N=\left\{1,2,3,4,5,6,7,8,9\right\}}, weil 1 zwar in {\displaystyle N}, aber in keinem Element von {\displaystyle P} enthalten ist.
Die Mengenfamilie {\displaystyle \left\{\left\{1,2\right\},\left\{2,3\right\}\right\}} ist keine Partition irgendeiner Menge, weil {\displaystyle \left\{1,2\right\}} und {\displaystyle \left\{2,3\right\}} mit 2 ein gemeinsames Element enthalten, also nicht disjunkt sind.
Die Menge {\displaystyle \left\{1,2,3\right\}} hat genau 5 Partitionen:
- {\displaystyle \left\{\left\{1,2,3\right\}\right\}}
- {\displaystyle \left\{\left\{1\right\},\left\{2,3\right\}\right\}}
- {\displaystyle \left\{\left\{2\right\},\left\{3,1\right\}\right\}}
- {\displaystyle \left\{\left\{3\right\},\left\{1,2\right\}\right\}}
- {\displaystyle \left\{\left\{1\right\},\left\{2\right\},\left\{3\right\}\right\}}

Die einzige Partition der leeren Menge ist die leere Menge.
Jede einelementige Menge {\displaystyle \left\{x\right\}} hat genau eine Partition, nämlich {\displaystyle \left\{\left\{x\right\}\right\}}.
Jede nichtleere Menge {\displaystyle M} hat genau eine einelementige Partition {\displaystyle \left\{M\right\}}, man nennt sie die „triviale Partition“.

## Anzahl der Partitionen einer endlichen Menge
Die Anzahl {\displaystyle B_{n}} der Partitionen einer {\displaystyle n}-elementigen Menge nennt man Bellsche Zahl (nach Eric Temple Bell). Die ersten Bellzahlen sind:
{\displaystyle B_{0}=1,\quad B_{1}=1,\quad B_{2}=2,\quad B_{3}=5,\quad B_{4}=15,\quad B_{5}=52,\quad B_{6}=203,\quad \ldots } 

## Partitionen und Äquivalenzrelationen
Ist eine Äquivalenzrelation ~ auf der Menge {\displaystyle M} gegeben, dann bildet die Menge der Äquivalenzklassen eine Partition von {\displaystyle M,} die auch „Faktormenge“ {\displaystyle M/{\sim }} von ~ auf {\displaystyle M} genannt wird.
Ist umgekehrt eine Partition {\displaystyle P} von {\displaystyle M} gegeben, dann wird durch
„{\displaystyle x\sim _{P}y\,\!} genau dann, wenn ein Element {\displaystyle A} in {\displaystyle P} existiert, in dem {\displaystyle x} und {\displaystyle y} enthalten sind“
eine Äquivalenzrelation definiert, etwas formaler:
{\displaystyle x\sim _{P}y\ :\Leftrightarrow \ \exists A\in P{:}\ {x\in A,y\in A}}
In der Gleichheit {\displaystyle {P}={M/{\sim _{P}}}} der Partitionen und der Gleichheit {\displaystyle {\sim _{(M/{\sim })}}={\sim }} der Relationen manifestiert sich eine Gleichwertigkeit von Äquivalenzrelationen und Partitionen.

### Beispiel
Für eine feste natürliche Zahl {\displaystyle m} heißen ganze Zahlen {\displaystyle x,y} kongruent modulo {\displaystyle m,} wenn ihre Differenz {\displaystyle x-y} durch {\displaystyle m} teilbar ist. Kongruenz ist eine Äquivalenzrelation und wird mit {\displaystyle {\equiv }} bezeichnet. Die zugehörige Partition der Menge der ganzen Zahlen ist die Zerlegung in die Restklassen modulo {\displaystyle m}. Sie lässt sich darstellen als
{\displaystyle \mathbb {Z} /{\equiv }=\{[0]_{\equiv },[1]_{\equiv },\ldots ,[m-1]_{\equiv }\},}
wobei
{\displaystyle [k]_{\equiv }=\{\ldots ,k-2m,k-m,k,k+m,k+2m,\ldots \}}
die Restklasse bezeichnet, die {\displaystyle k} enthält. (Man beachte, dass diese Notation für Restklassen nicht allgemein üblich ist. Sie wurde nur gewählt, um die obige allgemeine Konstruktion zu illustrieren.)

## Der Verband der Partitionen
Sind {\displaystyle P} und {\displaystyle Q} zwei Partitionen einer Menge {\displaystyle M}, dann heißt {\displaystyle P} feiner als {\displaystyle Q}, falls jedes Element von {\displaystyle P} Teilmenge eines Elements von {\displaystyle Q} ist. Anschaulich heißt das, dass jedes Element von {\displaystyle Q} selbst durch Elemente von {\displaystyle P} partitioniert wird.
Die Relation „feiner als“ ist eine Halbordnung auf dem System aller Partitionen von {\displaystyle M}, und dieses System wird dadurch sogar zu einem vollständigen Verband. Gemäß der oben erwähnten Gleichwertigkeit von Äquivalenzrelationen und Partitionen ist er isomorph zum Äquivalenzrelationenverband auf {\displaystyle M}.